# حيزوم
حيزوم : هو اسم فرس لأحد ملائكة السماء الثالثة التي ظهرت في معركة بدر الكبرى (17 رمضان 2 للهجرة، 13 مارس عام 624) وقاتلت بجانب المسلمين وهذا قول الإمام الصالحى: «يجوز أيضا أن يكون سمي به لانه صدر خيل الملائكة ومتقدم عليها»

## المعنى اللغوي
وردت عدة معانى في اللغة لكلمة حيزوم:
- حَيْزوم:
جمع الجمع حَيازمُ وحَيازيمُ: (التشريح) أعضاء وأنسجة تشغل وَسَط الصَّدْر ما بين الرِّئتين.
المعجم: اللغة العربية المعاصر
- حيزوم. جمع: حيازم وحيازيم.:
1 - صدر. 2 - وسط الصدر. 3 - من الأرض: الغليظ. 4 - من الأرض: المرتفع.
المعجم: الرائد
- حَيْزُوم:
الحَيْزُوم من الأَرض: الأَحْزَم.
و_ الصَّدر أَو وسطه. والجمع: حَيَازِيمُ.
ويُقال: اشْدُدْ للأَّمر حَيازيمك: وطِّنْ نفْسك عليه.
المعجم: المعجم الوسيط
- حيزوم:
الحيزوم: الأَعضاءُ والأَنسجة التي تَشغَل وَسَطَ الصَّدْرِ ما بين الرئتين.
المعجم: المعجم الوسيط
- حيزوم - حَيْزُومٌ:
جمع: حَيَازيمُ
1. «يَشْعُرُ بِاخْتِنَاقٍ فِي حَيْزُومِهِ»: فِي صَدْرِهِ، وَسَطَ الصَّدْرِ.
2. «حَيْزُومُ السَّفِينَةِ»: مُقَدَّمُهَا.
المعجم: الغني

## الرد على من زعم أنه فرسجبريل
- قال النيسابورى في تفسيره:«المراد بالرسول جبريل وأثره التراب الذي أخذه من موقع حافر دابته واسمها حيزوم فرس الحياة»(5/314)
ولكن رد هذا القول بعض الأئمة المحققين مثل ابن كثير والصالحى
قال الواقدي (1/77)في (مغازي الواقدي): حدثني خارجة بن إبراهيم، عن أبيه قال: قال رسول الله لجبريل: من القائل يوم بدر من الملائكة: أقدم حيزوم؟ فقال جبريل: يا محمد، ما كل أهل السماء أعرف.
- قال الإمام ابن كثير في البداية والنهاية (3/280): «وهذا الأثر مرسل وهو يرد قول من زعم أن حيزوم اسم فرس جبريل، كما قاله السهيلي وغيره. والله أعلم».
- قال الإمام الصالحى في موسوعته في السيرة المسماة (سبل الهدى والرشاد، في سيرة خير العباد")(4/146)«حيزوم - بحاء مهملة مفتوحة فتحتية ساكنة فزاي مضمومة فواو فميم - وهو فيعول من الحزم.
والحيزوم أيضا يطلق على الصدر، فيجوز أيضا أن يكون سمي به لانه صدر خيل الملائكة ومتقدم عليها، وروي بالنون عوض الميم، أي أقدم يا حيزوم - وقول من قال: إنه اسم فرس جبريل يرده ما رواه البيهقي عن خارجة بن إبراهيم، عن أبيه: أن رسول الله قال لجبريل: من القائل يوم بدر من الملائكة: أقدم حيزوم؟ فقال جبريل: ما كل أهل السماء أعرف.»

## الحديث الأساسى الذي ورد فيه
قال الإمام مسلم في صحيحه... (كتاب الجهاد والسير)باب الإمداد بالملائكة في غزوة بدر وإباحة الغنائم58 - (1763):
حَدَّثَنَاهَنَّادُ بْنُ السَّرِىِّ حَدَّثَنَا ابْنُ الْمُبَارَكِ عَنْ عِكْرِمَةَ بْنِ عَمَّارٍ حَدَّثَنِى سِمَاكٌ الْحَنَفِىُّ قَالَ سَمِعْتُ ابْنَ عَبَّاسٍ يَقُولُ:
حَدَّثَنِى عُمَرُ بْنُ الْخَطَّابِ قَالَ لَمَّا كَانَ يَوْمُ بَدْرٍ..
ح وَحَدَّثَنَا زُهَيْرُ بْنُ حَرْبٍ - وَاللَّفْظُ لَهُ - حَدَّثَنَا عُمَرُ بْنُ يُونُسَ الْحَنَفِىُّ حَدَّثَنَا عِكْرِمَةُ بْنُ عَمَّارٍ حَدَّثَنِى أَبُوزُمَيْلٍ - هُوَ سِمَاكٌ الْحَنَفِىُّ - حَدَّثَنِى عَبْدُ اللَّهِ بْنُ عَبَّاسٍ قَالَ حَدَّثَنِى عُمَرُ بْنُ الْخَطَّابِ قَالَ:
لَمَّا كَانَ يَوْمُ بَدْرٍ نَظَرَ رَسُولُ اللَّهِ—إِلَى الْمُشْرِكِينَ وَهُمْ أَلْفٌ وَأَصْحَابُهُ ثَلاَثُمِائَةٍ وَتِسْعَةَ عَشَرَ رَجُلاً فَاسْتَقْبَلَ نَبِىُّ اللَّهِ—الْقِبْلَةَ ثُمَّ مَدَّ يَدَيْهِ فَجَعَلَ يَهْتِفُ بِرَبِّهِ «اللَّهُمَّ أَنْجِزْ لِى مَا وَعَدْتَنِى اللَّهُمَّ آتِ مَأوَعَدْتَنِى اللَّهُمَّ إِنْ تَهْلِكْ هَذِهِ الْعِصَابَةُ مِنْ أَهْلِ الإِسْلاَمِ لاَ تُعْبَدْ فِى الأَرْضِ».
فَمَازَالَ يَهْتِفُ بِرَبِّهِ مَادًّا يَدَيْهِ مُسْتَقْبِلَ الْقِبْلَةِ حَتَّى سَقَطَ رِدَاؤُهُ عَنْ مَنْكِبَيْهِ فَأَتَاهُ أَبُو بَكْرٍ فَأَخَذَ رِدَاءَهُ فَأَلْقَاهُ عَلَى مَنْكِبَيْهِ ثُمَّ الْتَزَمَهُ مِنْ وَرَائِهِ. وَقَالَ يَا نَبِىَّ اللَّهِ كَفاكَ مُنَاشَدَتُكَ رَبَّكَ فَإِنَّهُ سَيُنْجِزُ لَكَ مَا وَعَدَكَ
فَأَنْزَلَ اللَّهُ عَزَّ وَجَلَّ (إِذْ تَسْتَغِيثُونَ رَبَّكُمْ فَاسْتَجَابَ لَكُمْ أَنِّى مُمِدُّكُمْ بِأَلْفٍ مِنَ الْمَلاَئِكَةِ مُرْدِفِينَ)
فَأَمَدَّهُ اللَّهُ بِالْمَلاَئِكَةِ.
قَالَ أَبُو زُمَيْلٍ فَحَدَّثَنِى ابْنُ عَبَّاسٍ قَالَ
بَيْنَمَا رَجُلٌ مِنَ الْمُسْلِمِينَ يَوْمَئِذٍ يَشْتَدُّ فِى أَثَرِ رَجُلٍ مِنَ الْمُشْرِكِينَ أَمَامَهُ إِذْ سَمِعَ ضَرْبَةً بِالسَّوْطِ فَوْقَهُ وَصَوْتَ الْفَارِسِ يَقُولُ أَقْدِمْ حَيْزُومُ. فَنَظَرَ إِلَى الْمُشْرِكِ أَمَامَهُ فَخَرَّ مُسْتَلْقِيًا فَنَظَرَ إِلَيْهِ فَإِذَا هُوَ قَدْ خُطِمَ أَنْفُهُ وَشُقَّ وَجْهُهُ كَضَرْبَةِ السَّوْطِ فَاخْضَرَّ ذَلِكَ أَجْمَعُ.
فَجَاءَ الأَنْصَارِىُّ فَحَدَّثَ بِذَلِكَ رَسُولَ اللَّهِ—فَقَالَ «صَدَقْتَ ذَلِكَ مِنْ مَدَدِ السَّمَاءِ الثَّالِثَةِ». فَقَتَلُوا يَوْمَئِذٍ سَبْعِينَ وَأَسَرُوا سَبْعِينَ.
قال النووي (شرح مسلم للنووي)(12/85): «قوله:(أقدم حيزوم) هو بحاء مهملة مفتوحة ثم مثناه تحت ساكنة ثم زاي مضمومة ثم واو ثم ميم قال القاضي: وقع في رواية العذري حيزون بالنون والصواب الأول وهو المعروف لسائر الرواة والمحفوظ وهو اسم فرس الملك»

## هل يعقل؟
رجح ذلك أحد شراح السنة فقد قال الملا على القاري في مرقاة المفاتيح شرح مشكاة المصابيح (17/124) «أقول فكأنه يؤمر بالإقدام فإنه ليس له فهم الكلام وأما بالنسبة إلى فرس الملك فيمكن حمله على الحقيقة أو على خرق العادة ويؤيده النداء باسمه والله أعلم».

## تصنيفات
الإيمان بالملائكة